# Festival di Berlino 1965

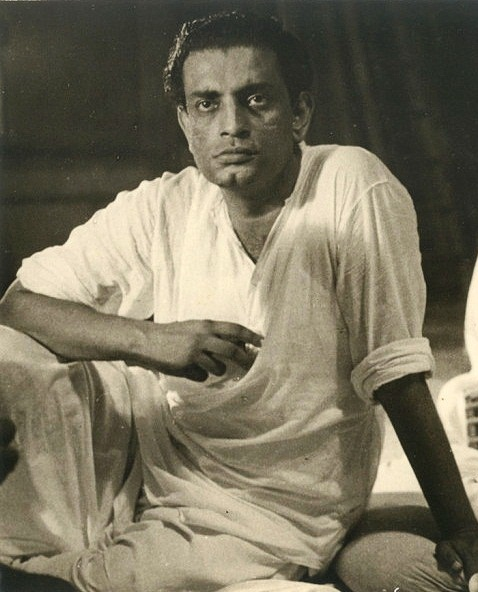
Satyajit Ray, Orso d'argento per il miglior regista per il secondo anno consecutivo.

La 15ª edizione del Festival internazionale del cinema di Berlino si è svolta a Berlino dal 25 giugno al 6 luglio 1965, con lo Zoo Palast come sede principale. Direttore del festival è stato per il quindicesimo anno Alfred Bauer.
L'Orso d'oro è stato assegnato al film franco-italiano Agente Lemmy Caution: missione Alphaville di Jean-Luc Godard.
Il film di apertura del festival è stato Parigi di notte, manifesto collettivo della Nouvelle vague diretto da Claude Chabrol, Jean Douchet, Jean-Daniel Pollet, Éric Rohmer, Jean Rouch e dallo stesso Godard.
A partire da questa edizione i premi destinati ai cortometraggi sono stati conferiti dalla giuria internazionale. Una giuria apposita sarà reintrodotta solo nel 2003.
La retrospettiva di questa edizione è stata dedicata ai grandi film tedeschi del periodo 1895-1932.

## Storia

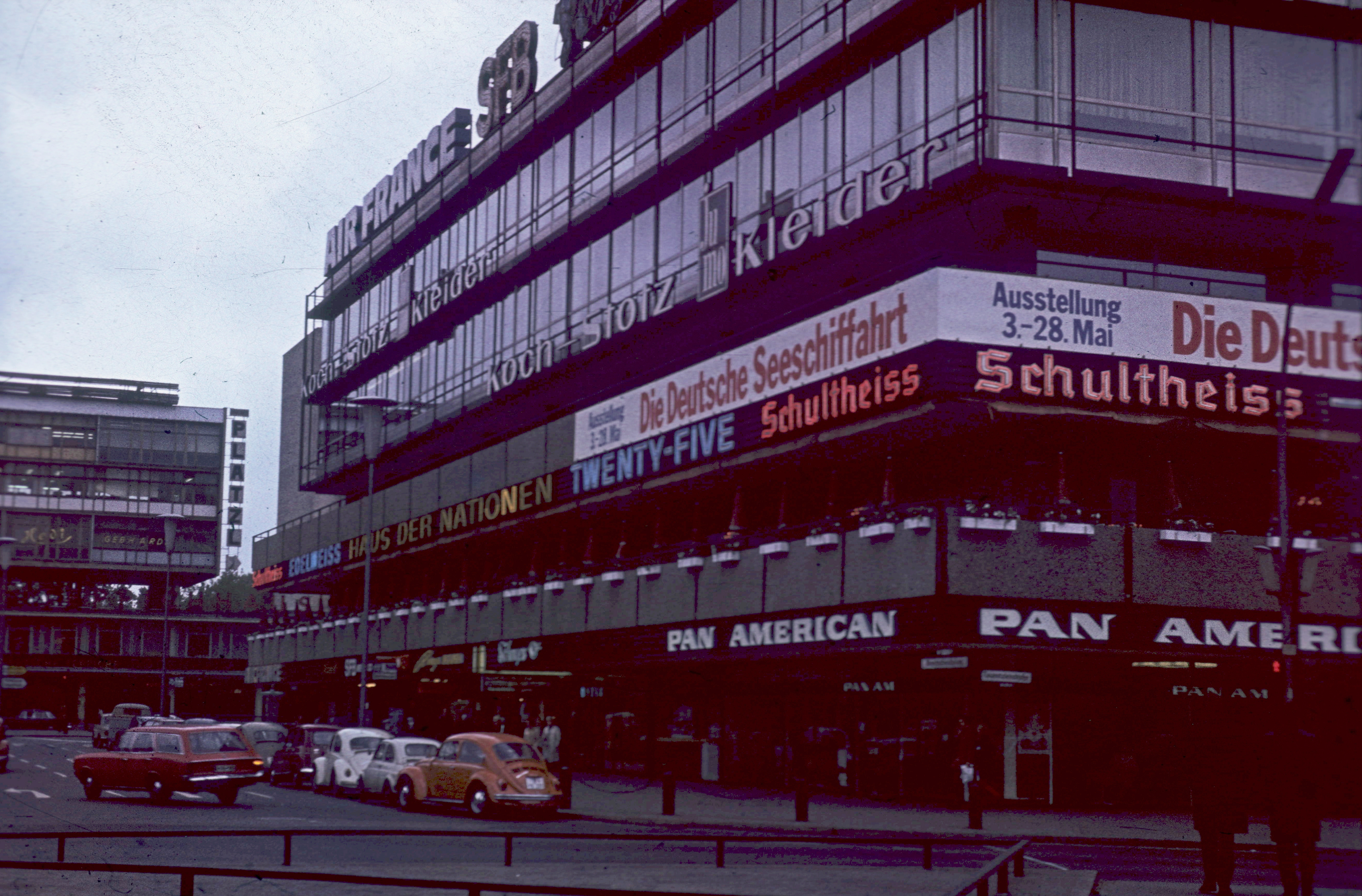
L'Europa-Center di Tauentzienstraße, nuovo quartier generale del Festival di Berlino.

Dopo le delusioni degli anni precedenti, per la Berlinale del 1965 la struttura organizzativa venne profondamente modificata e il direttore Alfred Bauer parlò della cosiddetta "riforma di Berlino" durante l'inaugurazione, sostenendo che il festival non poteva essere sottoposto alle leggi di uno stato rigido, dal momento che nel corso del tempo il mondo del cinema era sostanzialmente cambiato. Il team organizzativo si trasferì nel nuovo Europa-Center, nel quartiere di Charlottenburg mentre il complesso cinematografico del Royal Palast divenne una delle location del Festival andando a sostituire il Filmbühne Wien, considerato ormai obsoleto. Il suggerimento di renderlo la sede principale e abbandonare lo Zoo Palast non venne invece accolto.
Il numero di film in concorso venne ridotto e il programma fu completato da due sezioni introdotte per renderlo più flessibile, oltre che per aggirare il ruolo che il governo federale e le considerazioni diplomatiche continuavano a svolgere: una sezione "informativa" (Informationsschau), nella quale furono proiettati film considerati controversi dalla commissione di selezione o non autorizzati a competere per motivi formali, e una sezione "rappresentativa" (Repräsentationsschau) in cui furono mostrati film selezionati da delegati e produttori dei Paesi partecipanti.
I cambiamenti principali riguardarono i criteri di selezione dei film e la composizione della giuria internazionale, scelta per la prima volta internamente anziché dai Paesi di provenienza dei giurati. Inoltre la critica cinematografica ebbe una maggiore presenza in giuria con sei rappresentanti, incluso il presidente di giuria John Gillett, che affiancarono il produttore statunitense Jerry Bresler e due registi tedeschi, Alexander Kluge e Hansjürgen Pohland. Le nuove linee guida stabilivano anche che il direttore del Festival aveva il diritto di invitare film, tuttavia, solo in casi eccezionali poteva farlo di sua spontanea volontà senza informare o consultare la commissione di selezione. Casi eccezionali sorsero immediatamente, quando il produttore Franz Seitz Jr. spinse Bauer ad accettare L'incesto di Rolf Thiele, minacciando di portarlo a Cannes o Venezia.

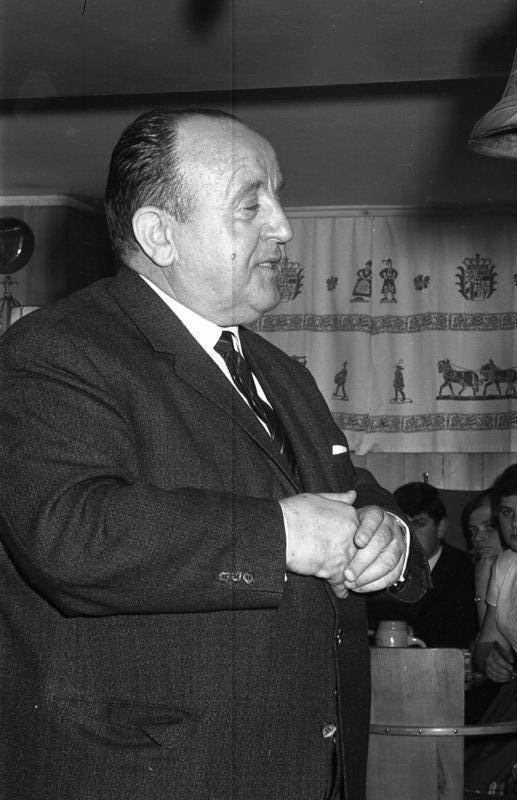
Il ministro Hermann Höcherl.

Un'altra novità, concordata dalla direzione con il Senato di Berlino, riguardò la presenza dei critici nella commissione di selezione, finora composta quasi esclusivamente da rappresentanti delle autorità o portavoce di gruppi di interesse. Tra questi ci furono Werner Fiedler, Ilse Urbach e alcuni rappresentanti della nuova generazione come Ulrich Gregor e Enno Patalas. L'intenzione di rafforzare i criteri di selezione per accettare solo "film di valore artistico" trovò inizialmente le obiezioni del Ministro Federale dell'Interno Hermann Höcherl, che sottolineò l'importanza dell'industria cinematografica e della politica estera, temendo reazioni diplomatiche nel caso in cui un film di un altro Paese fosse stato respinto. In una lettera inviata il 22 gennaio 1965, il senatore Werner Stein replicò: «Non posso accettare il fatto che spesso la Repubblica Federale Tedesca non sia rappresentata nei festival cinematografici all'estero perché non è stato trovato nessun film adatto, né posso accettare la situazione opposta, ovvero che il Festival di Berlino debba accettare ogni film semplicemente perché proviene da un Paese che produce più di 50 film all'anno».
Il 16 febbraio 1956 Höcherl diede il suo assenso alle proposte di riforma, sottolineando tuttavia la sua visione: «La mia opinione che si presta troppa attenzione ai criteri artistici è confermata dall'esperienza che il Festival di Venezia ha avuto recentemente... Lascio alla vostra discrezione decidere in quale misura si desideri dare priorità ai criteri artistici rispetto ad altre considerazioni quando si scelgono i film, tuttavia vorrei far capire che il governo federale, che deve compensare ogni insoddisfazione diplomatica, prenderà le distanze se necessario e lascerà la responsabilità nelle mani del Senato di Berlino». Le nuove linee guida furono emanate dal Senato il 27 aprile, segnando un nuovo inizio per la Berlinale.
Con film che parlavano di paura, disagio e incertezza come quelli di Godard, Satyajit Ray (La moglie sola) e Agnès Varda (Il verde prato dell'amore), il festival dette dimostrazione per la prima volta dopo anni di stare al passo con i tempi e di essere parte dello sviluppo sociale. Tra i film che scatenarono la maggior parte dei dibattiti ci fu Repulsione di Roman Polański. Le opinioni di critica e pubblico si divisero come raramente era avvenuto per altri film in passato. Peter W. Jansen lo definì sulla Frankfurter Allgemeine Zeitung «una risposta arrabbiata e indignata alla totale sessualizzazione della vita, che è solo un simbolo della morte del dialogo e dell'assenza di comunicazione. Se ne parlerà a lungo».
Uno dei pochi momenti di tensione di un'edizione tutto sommato tranquilla fu causato dal film giapponese Segreti dietro il muro, del giovane regista indipendente Kōji Wakamatsu. L'Associazione giapponese dei produttori cinematografici si lamentò con il Ministero degli affari esteri e il Consolato generale di Berlino per la proiezione di un film pieno di critiche sociali che non aveva avuto la "benedizione" degli studios. I giapponesi accusarono gli organizzatori del festival di non aver preso in considerazione nessun film dai grandi studios giapponesi, minacciando il boicottaggio negli anni a venire. In realtà la commissione di selezione aveva cercato di ottenere altri film con la consulenza dell'esperto critico inglese Donald Richie, ma nessuno di quelli proposti aveva soddisfatto i criteri di selezione. Segreti dietro il muro fu quindi annunciato come film presentato su "invito" anziché come contributo "ufficiale" del Giappone.
La Germania fu rappresentata dal film di Rolf Thiele, basato su un romanzo di Thomas Mann, mentre Nicht versöhnt oder Es hilft nur Gewalt wo Gewalt herrscht di Jean-Marie Straub fu respinto all'unanimità dalla commissione di selezione (con l'astensione di Enno Patalas) e proiettato nell'Informationsschau, così come Das Haus in der Karpfengasse di Kurt Hoffmann che era stato rifiutato a Cannes per mancanza di qualità artistica. Durante la vivace tavola rotonda che seguì la proiezione del film di Straub, intitolata "Nuove strutture narrative nei film", il pubblico accusò il regista di dilettantismo mentre il critico e attore francese Michel Delahaye dichiarò: «Quello che abbiamo visto qui è uno dei migliori film dai tempi di Murnau e Fritz Lang».
L'Orso d'argento per il miglior regista andò a Satyajit Ray e la giuria si trovò in difficoltà nell'assegnare il suo gran premio, che alla fine fu vinto ex aequo dai film di Polanski e Agnès Varda, anche se alcuni osservatori lamentarono il fatto che il film Kärlek 65 dello svedese Bo Widerberg non avesse ricevuto nessun premio.
Oltre al caso diplomatico scatenato da Segreti dietro il muro del giapponese Kōji Wakamatsu, altri momenti di tensione seguirono la proiezione del documentario sudafricano Assegai to Javelin, mostrato nel Repräsentationsschau. Il racconto di come la popolazione nera del Sudafrica stesse mettendo da parte la "lancia del guerriero" (assegai) per rivolgersi allo sport e sostituirla con il giavellotto accese il pubblico, che vide nel film un atteggiamento negazionista dell'apartheid. Entrambe le proiezioni dovettero essere interrotte dalle forze dell'ordine a causa di proteste massicce, principalmente da parte di studenti.

## Giuria internazionale
- John Gillett, critico cinematografico (Regno Unito) - Presidente di giuria[10]
- Ely Azeredo, critico cinematografico (Brasile)
- Monique Berger, giornalista e critica cinematografica (Francia)
- Jerry Bresler, produttore cinematografico (Stati Uniti)
- Alexander Kluge, regista, produttore e scrittore (Germania Ovest)
- Kyushiro Kusakabe, critico cinematografico (Giappone)
- Karena Niehoff, giornalista e critica cinematografica (Germania Ovest)
- Hansjürgen Pohland, regista e produttore (Germania Ovest)
- Hans-Dieter Roos, critico cinematografico (Germania Ovest)

## Selezione ufficiale
- Agente Lemmy Caution: missione Alphaville (Alphaville, une étrange aventure de Lemmy Caution), regia di Jean-Luc Godard (Francia, Italia)
- El arte de vivir, regia di Julio Diamante (Spagna)
- Una bella grinta, regia di Giuliano Montaldo (Italia)
- Das Boot von Torreira, regia di Alfred Ehrhardt (Germania Ovest)
- Cat Ballou, regia di Elliot Silverstein (Stati Uniti)
- Il ferroviere (The Railrodder), regia di Gerald Potterton (Canada)
- L'incesto (Wälsungenblut), regia di Rolf Thiele (Germania Ovest)
- Kärlek 65, regia di Bo Widerberg (Svezia)
- Kungsleden, regia di Gunnar Höglund (Svezia)
- La moglie sola (Charulata), regia di Satyajit Ray (India)
- Non tutti ce l'hanno (The Knack ...and How to Get It), regia di Richard Lester (Regno Unito)
- Pajarito Gómez, regia di Rodolfo Kuhn (Argentina)
- Parigi di notte (Paris vu par...), film collettivo (Francia)
- Repulsione (Repulsion), regia di Roman Polański (Regno Unito)
- Segreti dietro il muro (Kabe no naka no himegoto), regia di Kōji Wakamatsu (Giappone)
- Shakespeare Wallah, regia di James Ivory (Stati Uniti)
- Thomas l'imposteur, regia di Georges Franju (Francia)
- To, regia di Palle Kjærulff-Schmidt (Danimarca)
- Il verde prato dell'amore (Le bonheur), regia di Agnès Varda (Francia)
- Vereda de Salvação, regia di Anselmo Duarte (Brasile)
- Yeats Country, regia di Patrick Carey (Irlanda)
- Een zondag op het eiland van de Grande Jatte, regia di Frans Weisz (Paesi Bassi)

## Premi

### Premi della giuria internazionale
- Orso d'oro: Agente Lemmy Caution: missione Alphaville di Jean-Luc Godard
- Orso d'argento, gran premio della giuria: ex aequo
Repulsione di Roman Polański
Il verde prato dell'amore di Agnès Varda
- Orso d'argento, menzione speciale: Walter Newman e Frank Pierson, per la sceneggiatura di Cat Ballou di Elliot Silverstein
- Orso d'argento per il miglior regista: Satyajit Ray, per La moglie sola
- Orso d'argento per la migliore attrice: Madhur Jaffrey, per Shakespeare Wallah di James Ivory
- Orso d'argento per il miglior attore: Lee Marvin, per Cat Ballou di Elliot Silverstein
- Orso d'oro per il miglior cortometraggio: Yeats Country di Patrick Carey
- Orso d'argento, premio della giuria (cortometraggi): Een zondag op het eiland van de Grande Jatte di Frans Weisz
- Orso d'argento, menzione d'onore (cortometraggi): Il ferroviere di Gerald Potterton

### Premi delle giurie indipendenti
- Premio FIPRESCI: Repulsione di Roman Polanski
Menzione d'onore: Kärlek 65 di Bo Widerberg
- Premio OCIC: La moglie sola di Satyajit Ray
- Premio UNICRIT: 90 Degrees in the Shade di Jiří Weiss (fuori concorso)
- Premio INTERFILM: Il verde prato dell'amore di Agnès Varda
- Jugendfilmpreis:
Miglior lungometraggio: Pajarito Gómez di Rodolfo Kuhn
Menzione d'onore: Cat Ballou di Elliot Silverstein
Miglior cortometraggio, menzione d'onore: Das Boot von Torreira di Alfred Ehrhardt